# Верхний Тагил
Ве́рхний Таги́л — город в Свердловской области, административный центр одноимённого муниципального округа.

## Этимология
Название Верхнего Тагила, как и Нижнего Тагила, связано с наименованиеи реки Тагил. Определение верхний указывает на расположение города, то есть выше по течению. По одной версии, гидроним Тагил происходит от древнетюркского тагыл — «горная местность». По другой версии, в переводе с мансийского означает «много воды».

## География
Верхний Тагил расположен в горной, лесистой местности Среднего Урала, на восточном склоне хребта Весёлые горы. Находится в юго-западной части области, в 72 километрах по прямой и в 90 километрах по автодороге к северо-западу от областного города Екатеринбурга, к югу от крупного города Нижнего Тагила, на обоих берегах реки Тагил, выше по течению реки, чем Нижний Тагил. Площадь города Верхнего Тагила — 31,26 км², что составляет 10,07 % от общей площади муниципального округа — 310,57 км².
Река Тагил в районе города запружена: на реке образован искусственный Верхнетагильский пруд. С запада к нему примыкает Вогульский пруд, образованный на левом притоке Тагила — реке Вогулке. На южном берегу Верхнетагильского пруда расположена промышленная зона города: Верхнетагильская ГРЭС и подведомственные ей предприятия ОАО «Ява-Трейд» и ОАО «Огнеупор-Групп», а также ряд других предприятий и тупиковая станция Верхнетагильская Свердловской железной дороги. Железнодорожная ветка протяжённостью 16,6 километров соединяет Верхнетагильскую со станцией Нейвой направления Екатеринбург — Нижний Тагил.
Жилая застройка города расположена на северном берегу Верхнетагильского пруда. Рекой Тагил, вытекающей из пруда, город разделён на Западный и Восточный районы.
Верхний Тагил состоит из нескольких частей:
- Город — преимущественно многоэтажная застройка в западной и северо-западной частях города, где расположены также административные и культурно-досуговые учреждения;
- Посёлок — малоэтажная застройка в средней части посёлка, между Городом и левым берегом реки Тагил;
- Северный посёлок — малоэтажная жилая застройка к северу от Города;
- Забродок — малоэтажная жилая застройка в северо-восточной части города, преимущественно на правом берегу Тагила, к северу от Лысой горы;
- Сибирская — малоэтажная жилая застройка в восточной части города, при въезде в него со стороны Нейво-Рудянки и Кировграда, на правом берегу реки Тагил и Верхнетагильского пруда.

## Административное и муниципальное устройство
С точки зрения муниципального устройства Свердловской области, город Верхний Тагил вместе с подчинёнными ему посёлками Белоречка и Половинный образует самостоятельное муниципальное образование — муниципальный округ Верхний Тагил.
С точки зрения административно-территориального устройства Свердловской области, Верхний Тагил является городом районного подчинения. Он входит в состав города Кировграда как административно-территориальной единицы 2-го уровня.
В составе данных территориальных образований Верхний Тагил входит в Горнозаводской управленческий округ, административным центром которого является город Нижний Тагил.

## История

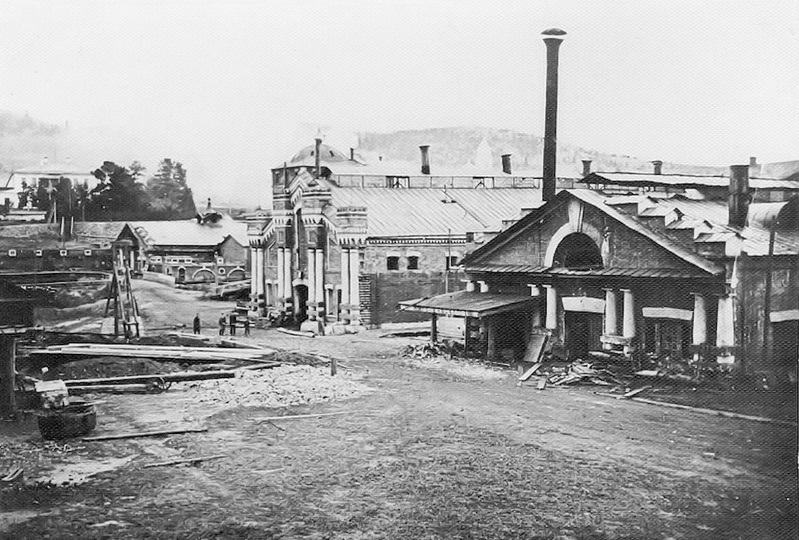
Верхнетагильский чугуноплавильный и железоделательный завод

### Верхне-Тагильский Завод
История Верхнего Тагила восходит к 1712 году, когда по поручению царя Петра I, тульский мастеровой и купец Никита Демидов начал на реке Тагил ставить чугунолитейный и железоделательный завод, на котором первоначально изготовляли: телеги, сани, кадки, шапки, полушубки, даже пимы катали. В 1718 году завод дал первый чугун. Также велась добыча золота в пойме реки и в горах.
Вопреки наказу отца в 1768 году Прокофий Демидов продал завод купцу Савве Яковлеву. Вплоть до революции 1917 года это предприятие было в собственности наследников Яковлева.
Река Тагил в своих верховьях невелика, поэтому воды для работы молотов не хватало. В 1774 году на реке Вогулке, в двух верстах от Верхнетагильского завода, построили вспомогательный железоделательный завод. Он работал только в тёплое время года.
18 мая 1861 года случилось большое горе — посёлок охватил пожар. Сгорели все тагильские дома, кроме завода.
В XIX — начале XX века Верхне-Тагильский завод (Верхний Тагил) был волостным селением. Верхне-Тагильская волость включала не только сам посёлок-завод, но и деревни Калату и Воробьи.
К началу XX века в Верхнем Тагиле насчитывалось 4900 жителей. В посёлке были два начальных училища, фельдшерская поселковая больница, две церкви, господский дом на крутом правом берегу, здание волостной земской управы. В 1903 году была открыта Павленковская библиотека.
В предреволюционные годы завод был закрыт.

### Советский период

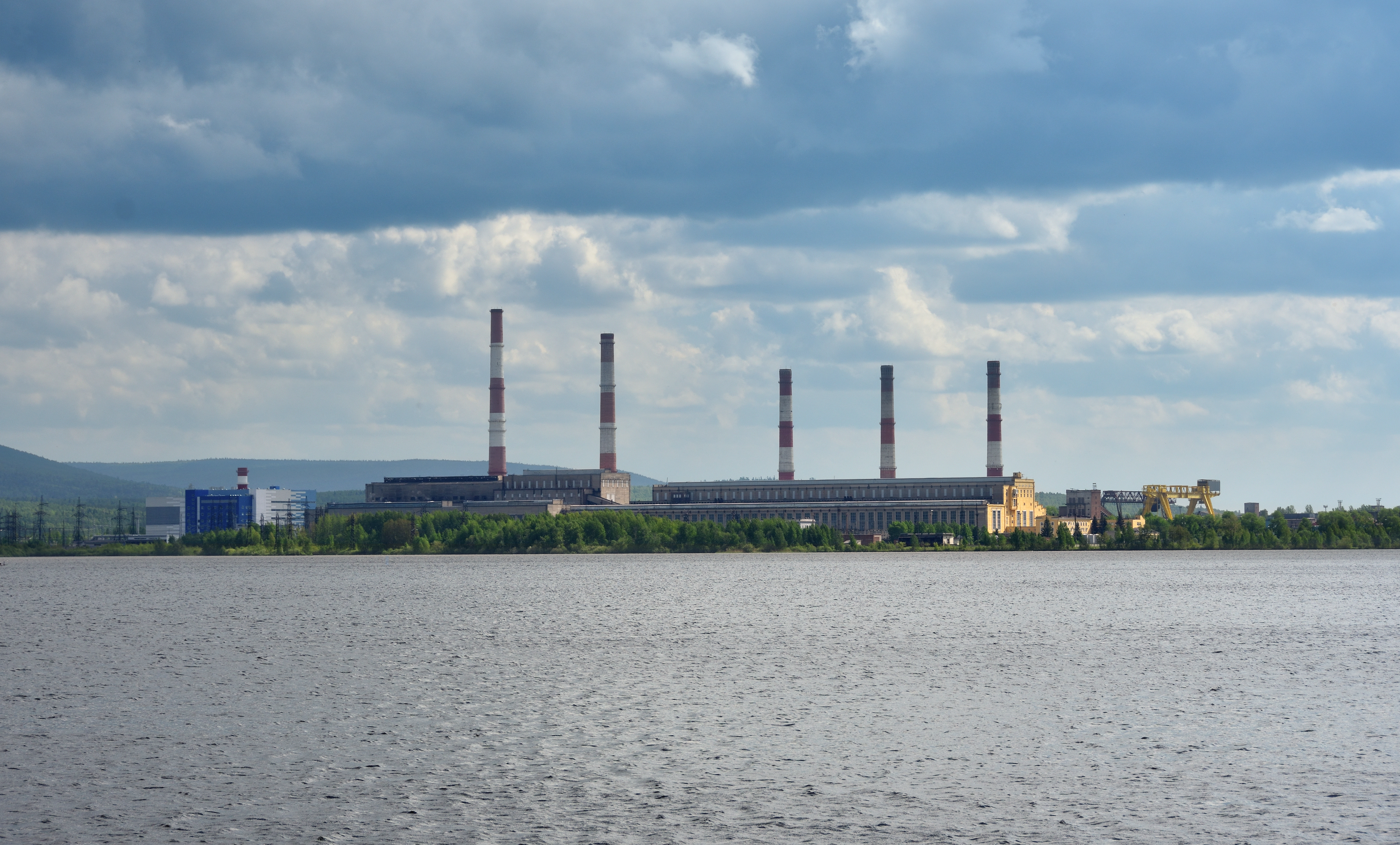
Верхнетагильская ГРЭС

В годы гражданской войны Верхний Тагил был оплотом советской власти. Именно здесь летом 1919 года местные красные партизаны поддержали части Стального Путиловского полка 2-й армии и разгромили ударную группировку Белой армии.
Завод в мирное время не восстанавливался, трудоспособное население уходило на работу на предприятия Кировграда и Невьянска, а посёлок постепенно угасал. Местный небольшой колхоз имени Кирова и промартель — вот и вся хозяйственная жизнь Верхнего Тагила.
Большие сложности были по транспортировке грузов. Железнодорожной ветки на стройке не было, приходилось везти грузы автотранспортом с ближайшей железнодорожной станции Ежёвой в Кировграде. Тяжёлая техника своим ходом прибывала из Верх-Нейвинска, Нижнего Тагила и Свердловска.
В 1951 году в Верхнем Тагиле начато возведение Новоуральской ГРЭС (с 1954 года — Верхнетагильская ГРЭС).
В 1954 году был пущен хлебозавод и открылись школа № 12, детские сады № 8 и 9, а в 1955 году открыты: 1 очередь очистных сооружений, больничный городок, поликлиника, инфекционное отделение и кинотеатр «Энергетик».
29 мая 1956 года Верхнетагильская ГРЭС дала первый промышленный ток. В этом же году открылась школа рабочей молодёжи.
В 1957 году была открыта школа № 4.
В 1958 году Верхний Тагил связало железнодорожное сообщение с Нейвой. Запущен электропоезд Верхнетагильская — Свердловск-Пассажирский. В этом же году были построены энергетический техникум и музыкальная школа.
В 1960 году запущена Кировградская мебельная фабрика. В 1961 году началось строительство комбината строительных конструкций, построены школа-интернат № 25 и Кировградская птицефабрика.
В 1963 году был пущен керамзитовый цех комбината строительных конструкций.
В 1964 году построен Дом культуры, электростанция достигла проектной мощности в 1625 МВт.
В 1966 году рабочий посёлок Верхний Тагил получил статус города районного подчинения, заработал комбинат строительных конструкций.
В 1967 году была построена автобусная станция.
В 1972 году начались занятия в новой средней школе № 8. В 1973 году был открыт дом быта.
В 1984—1985 годах был построен и открыт мемориал Славы на площади Победы. В последующие годы были построены детский комбинат № 25, магазины № 7, 16 и 17, сберкасса, почтовое отделение, кафе, профилакторий, аптека, свинокомплекс на 1000 голов, овощехранилище на 200 тонн.
Затем были построены здания под АТС и спорткомплекс. Все эти объекты сдавались вместе с построенными на местах старых снесённых домов современными пятиэтажками со всеми удобствами.
Строители Верхнего Тагила помогали строить как жилые дома, так и предприятия на территории всей Свердловской области, в том числе и посёлок Половинный с многочисленными производственными корпусами птицефабрики.

## Население
| 1897    | 1931    | 1959    | 1970    | 1979    | 1989    | 1992    | 1996    | 1998    |
| ------- | ------- | ------- | ------- | ------- | ------- | ------- | ------- | ------- |
| 4900    | ↗5400   | ↗15 371 | ↘14 903 | ↘13 632 | ↘13 127 | ↗13 200 | ↗13 400 | ↗13 500 |
| 2000    | 2001    | 2002    | 2003    | 2005    | 2006    | 2007    | 2008    | 2009    |
| →13 500 | ↗13 600 | ↘12 571 | ↗12 600 | ↘12 400 | →12 400 | ↘12 300 | →12 300 | ↘12 174 |
| 2010    | 2011    | 2012    | 2013    | 2014    | 2015    | 2016    | 2017    | 2018    |
| ↘11 843 | ↘11 800 | ↘11 598 | ↘11 437 | ↘11 365 | ↘11 357 | ↘11 283 | ↘11 171 | ↘10 692 |
| 2019    | 2020    | 2021    | 2023    |         |         |         |         |         |
| ↘10 672 | ↘10 493 | ↘10 113 | ↘9925   |         |         |         |         |         |

На 1 января 2025 года по численности населения город находился на 917-м месте из 1124 городов Российской Федерации.

## Промышленность
- Верхнетагильская ГРЭС — филиал АО «Интер РАО».

## Достопримечательности

### Верхнетагильский муниципальный краеведческий музей
Городской краеведческий музей был основан 17 марта 1981 года благодаря усилиям Николая Ивановича Рябова (1918—1993) на базе музея школы № 12. Первоначально считался народным, а позже получил статус государственного муниципального музея. В 1990 году музей переместился в двухэтажное здание бывшего волостного правления, построенного в 1896 году (архитектор Г. А. Марков, ул. Ленина, 30) и ныне являющегося памятником архитектуры (здание имеет черты итальянской архитектуры XVIII—XIX веков). В музее имеется более шести тысяч экспонатов основного фонда. Музей делится на 4 отдела: истории, природоведения, геологии и искусства. Исторический отдел знакомит с историей основания города, включает в себя экспонаты по истории Верхнетагильского чугуноплавильного и железоделательного завода времён Никиты Демидова, также имеется уголок мансийского быта, предметы археологии, минералогии, нумизматики. В отделе природоведения — таксидермическая коллекция уральской фауны.

### Знаменский храм

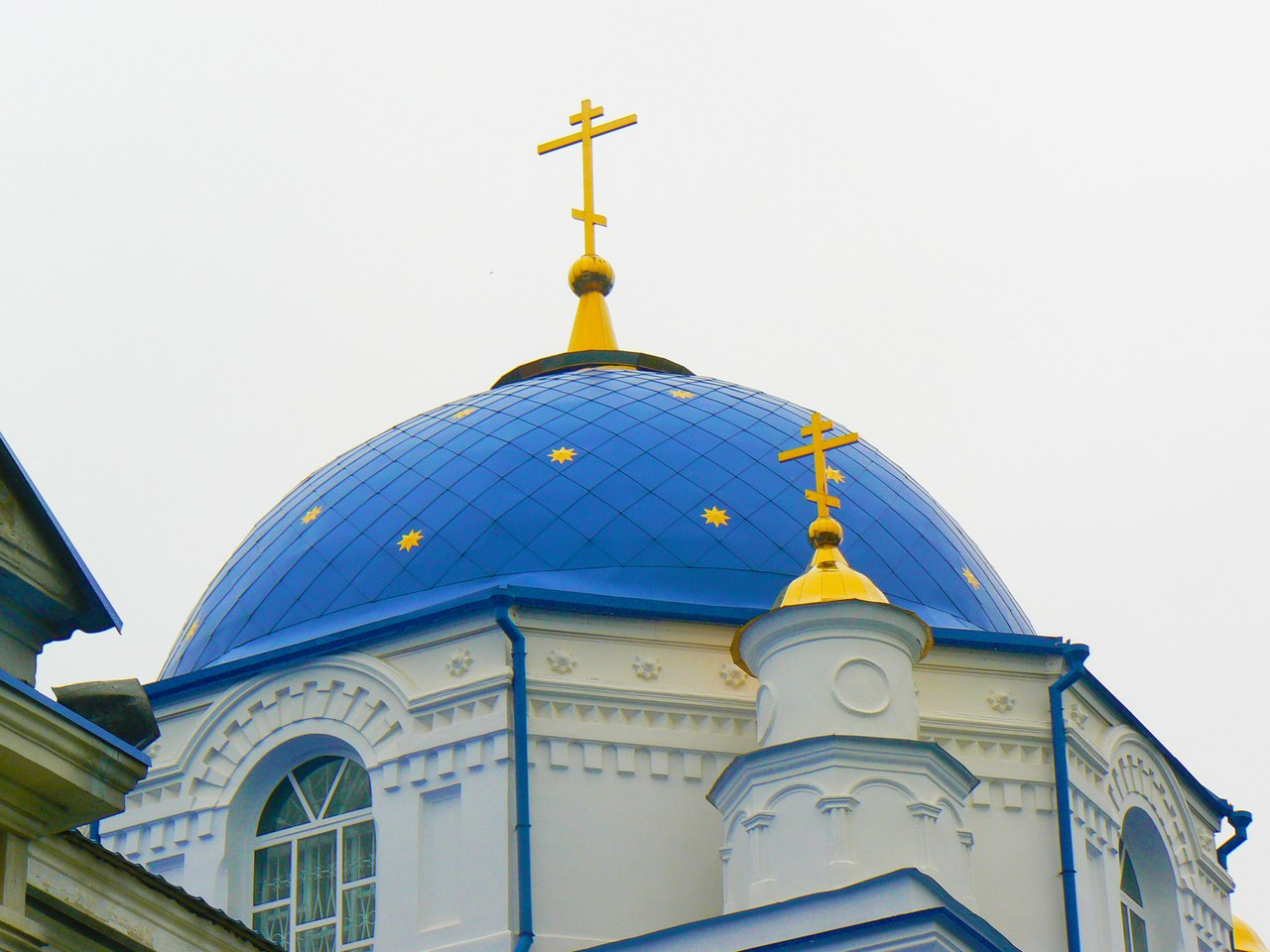
Знаменский храм

Каменный храм во имя иконы Божией Матери «Знамение» в В. Тагиле был построен на месте деревянной Знаменской церкви в честь середины XVIII века, которая в 1861 году была уничтожена пожаром. В 1859 году на средства заводовладельцев Стенбок-Фермор была заложена каменная однопрестольная церковь, а 22 ноября 1876 года она была освящена в честь иконы Пресвятой Богородицы «Знамение». В советское время не закрывалась. В настоящее время здесь находится святыня Православной Церкви — чудотворная икона Пресвятой Богородицы «Знамение-Верхнетагильская», способствующая исцелениям от болезней.

### Пророко-Илиинская единоверческая церковь
Когда деревянная церковь в честь пророка Илии, построенная в 1753 году на берегу пруда, сгорела, то была заложена каменная однопрестольная единоверческая церковь. 7 мая 1897 года она была освящена во имя пророка Илии. Закрыта в 1931 году, а по случаю пожара снесена.

### Аннушкин колодец
В июне 2007 году в старой части города был освящён обустроенный местными жителями братьями Козловыми Аннушкин колодец. Над колодцем установлена резная деревянная беседка. Прихожане также помогли в обустройстве Демидовского родника.

### Прочие объекты
- Библиотека имени Ф. Павленкова (памятник архитектуры местного значения);
- Центральная площадь (мемориал памяти жертв Великой Отечественной войны);
- «Пешеходка» — пешеходный мост протяжённостью около 300 метров, соединяющий два берега Верхнетагильского пруда.

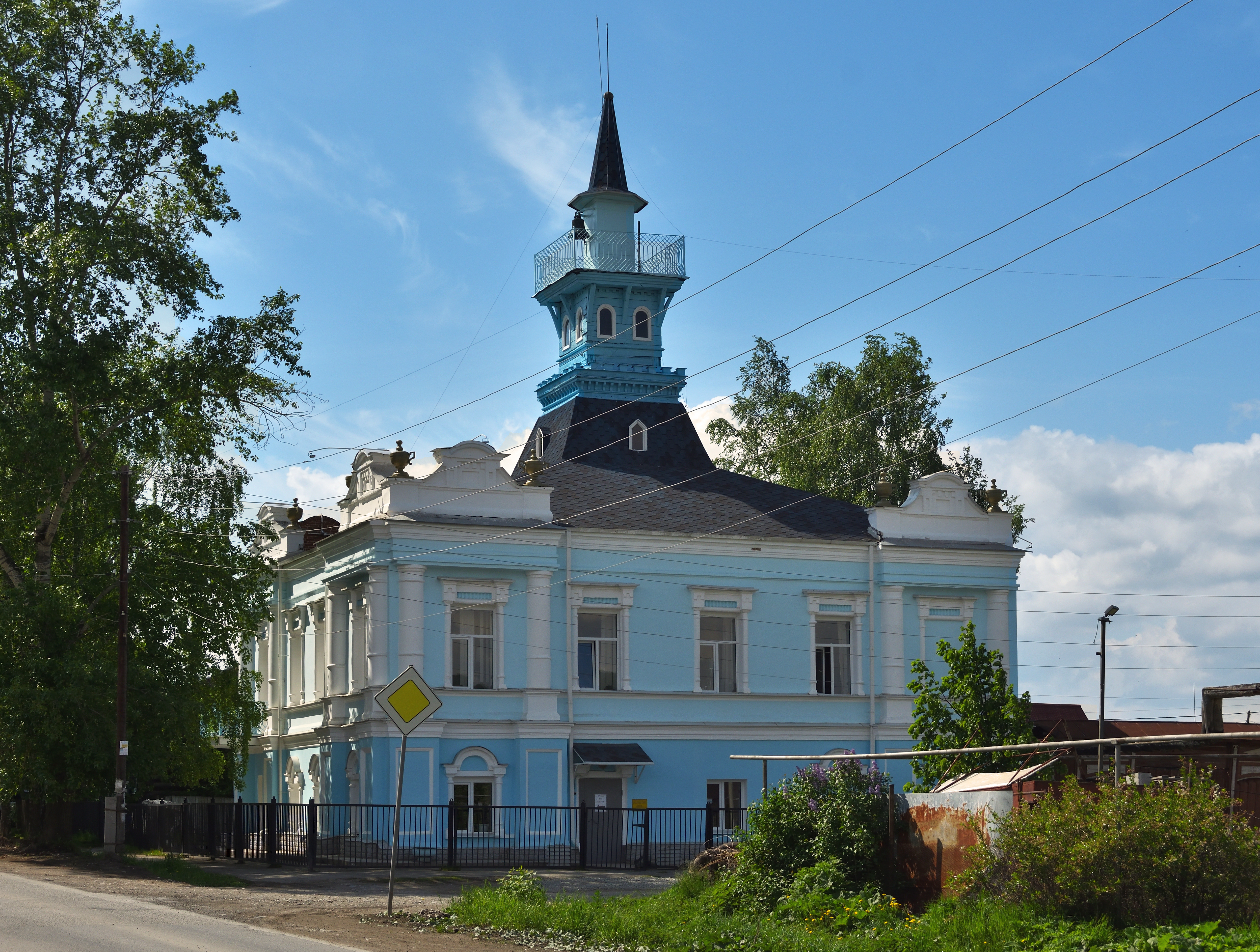
Здание волостной управы
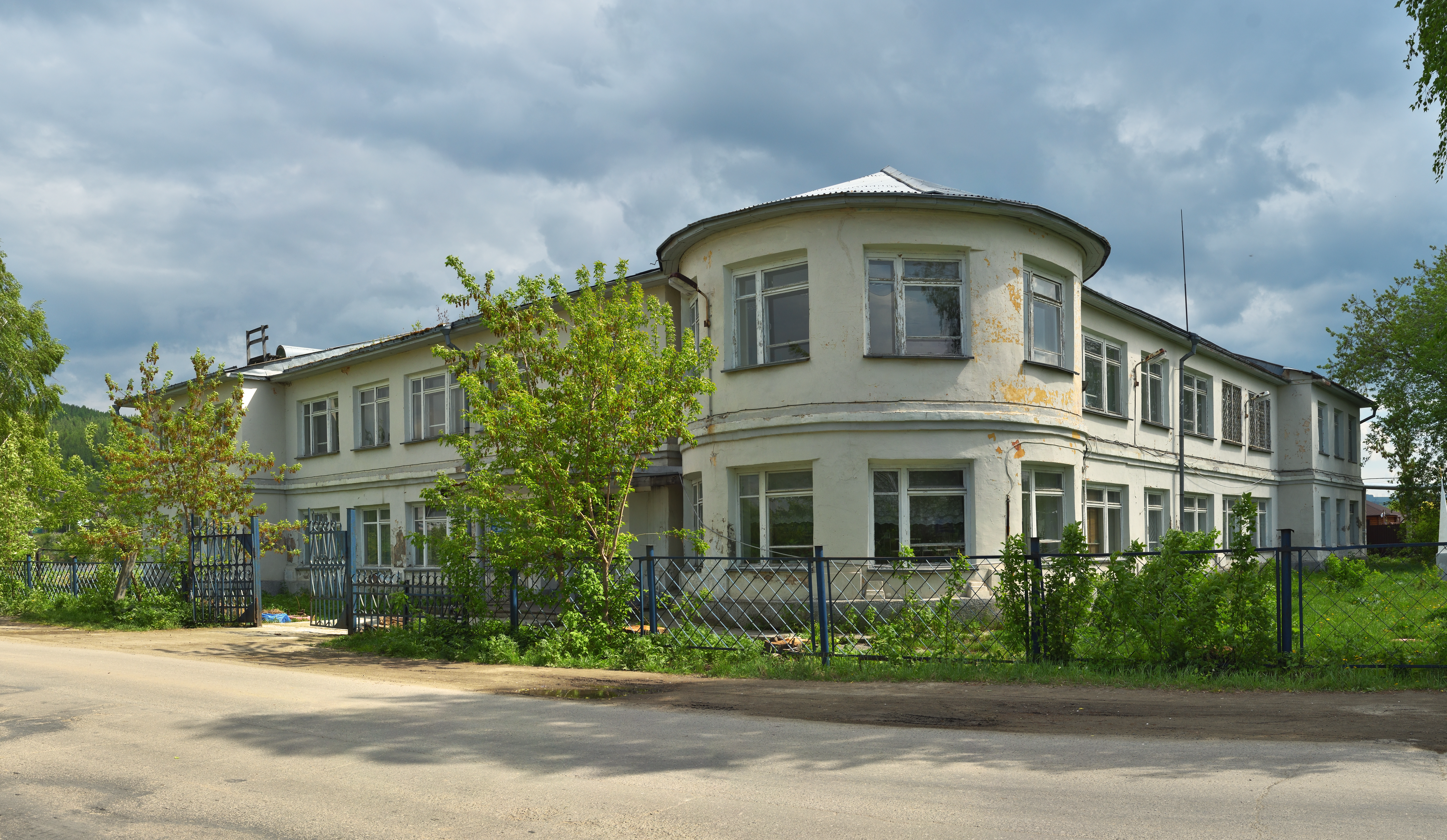
Здание Марковской школы

## Инфраструктура
В Верхнем Тагиле действуют: медицинские учреждения (городская больница, взрослая и детская поликлиники, отделение скорой помощи), два отделения почты, отделение Сбербанка, отделения нескольких других банков, а также прочие учреждения быта горожан (аптеки, парикмахерские, автосервисы и прочее).

## Культура
- Городской дворец культуры;
- Детская и взрослая библиотеки;

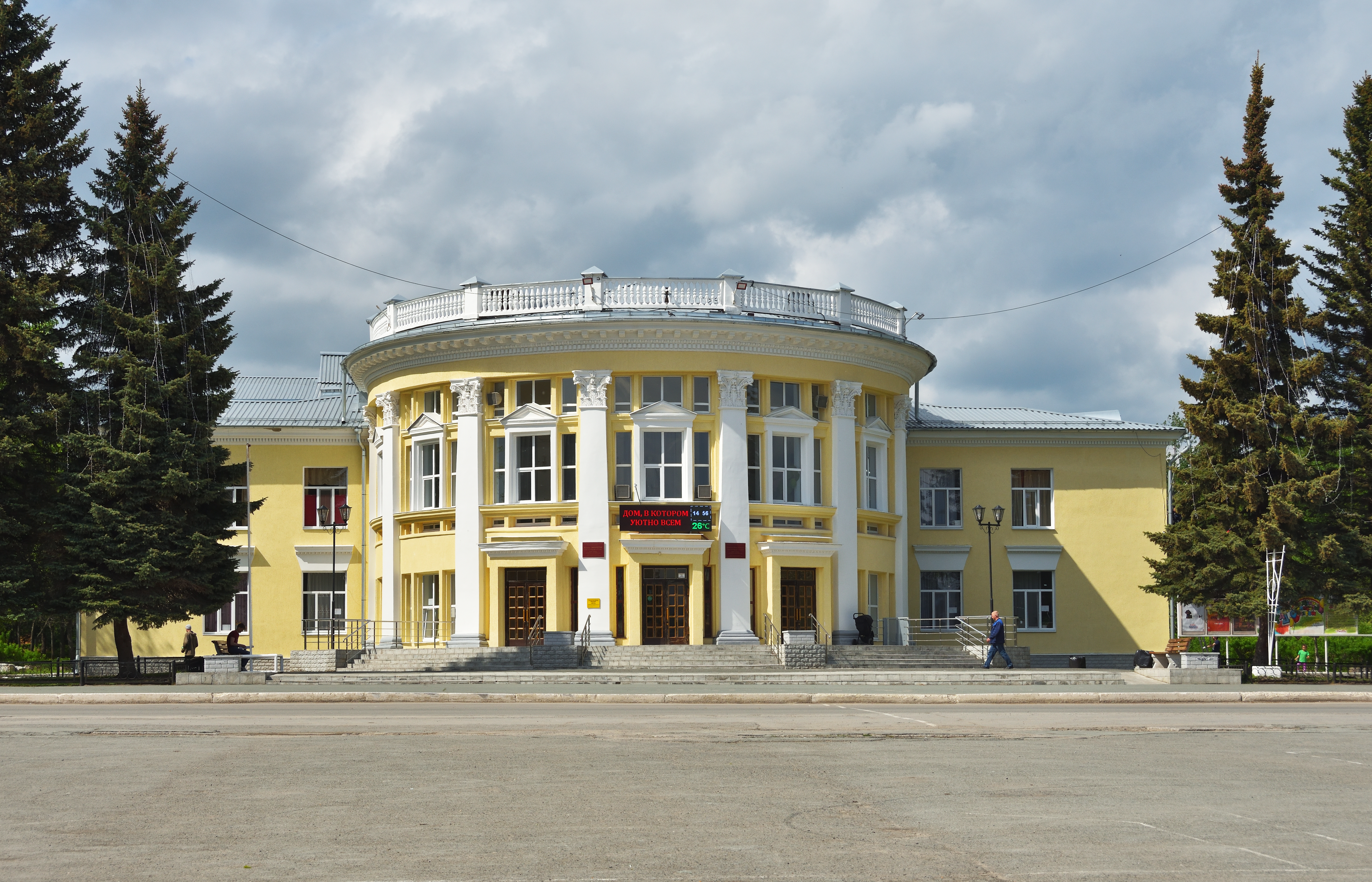
Верхнетагильский дворец культуры

- Верхнетагильский краеведческий музей;
- Городской парк культуры и отдыха.

## Образование
- Уральский промышленно-экономический техникум (филиал)[33];
- 3 средних общеобразовательных школы;
- Верхнетагильская школа искусств;
- Детско-юношеский образовательный центр;
- 4 детских садика[34].

## Спорт
- Верхнетагильский МАУ СОК (спорткомплекс с ледовой ареной и бассейном)[35];
- Городской легкоатлетический стадион;
- Несколько ДЮСШ и спортивных секций;
- Спортивные площадки, расположенные на "Набережной Огней".

## Транспорт

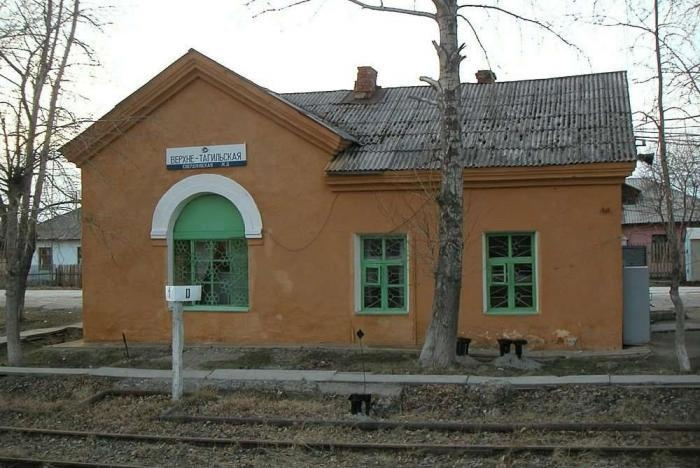
Железнодорожная станция Верхнетагильская

- Автовокзал Верхнего Тагила: междугородние автобусы до Екатеринбурга, Нижнего Тагила, Невьянска, Кировграда и Новоуральска, пригородные автобусы до соседних посёлков округа — Половинный и Белоречка;
- Железнодорожная станция Верхнетагильская — тупиковая станция ответвления Свердловской железной дороги с небольшим одноэтажным каменным вокзалом — с 2006 года не используется как пассажирская станция, работает только как грузовая;
- Городской общественный транспорт представлен одним маршрутом городского автобуса.

## СМИ
- Городское телевидение «8 канал»;
- Радиостанция «Victor City»;
- Официальный информационный портал города;
- Газета «Твой Континент» (Невьянск, Кировград, В. Тагил);
- Газета «Местные ведомости» (Невьянск, Кировград, В. Тагил).